# Llista de municipis de Sàsser
Aquesta és la llista dels 66 municipis de la província de Sàsser (Sardenya), amb el seu nom oficial en italià i el seu equivalent en sard.
| Nom italià             | Nom sard             |
| l'Alguer/Alghero       | S'Alighera           |
| Anela                  | Anela                |
| Ardara                 | Aldara               |
| Banari                 | Banari               |
| Benetutti              | Benetutti            |
| Bessude                | Bessude              |
| Bonnanaro              | Bunnanaru            |
| Bono                   | Bono                 |
| Bonorva                | Bonolva              |
| Borutta                | Borutta              |
| Bottidda               | Bottidda             |
| Bultei                 | Burtei               |
| Bulzi                  | Bulzi                |
| Burgos                 | Su Burgu             |
| Cargeghe               | Carzeghe             |
| Castelsardo            | Casteddu Sardu       |
| Cheremule              | Cheremule            |
| Chiaramonti            | Tzaramonte           |
| Codrongianos           | Codronzànos          |
| Cossoine               | Cossoine             |
| Erula                  | Erula                |
| Florinas               | Fiolinas             |
| Giave                  | Giave                |
| Illorai                | Illorai              |
| Ittireddu              | Ittireddu            |
| Ittiri                 | Ittiri               |
| Laerru                 | Laerru               |
| Mara                   | Mara                 |
| Martis                 | Maltis               |
| Monteleone Rocca Doria | Monteleone           |
| Mores                  | Mores                |
| Muros                  | Muros                |
| Nughedu San Nicolò     | Nughedu Santu Nicola |
| Nule                   | Nule                 |
| Nulvi                  | Nuivi                |
| Olmedo                 | S'Ulumedu            |
| Osilo                  | Osile                |
| Ossi                   | Ossi                 |
| Ozieri                 | Othieri              |
| Padria                 | Padria               |
| Pattada                | Patada               |
| Perfugas               | Pèifugas             |
| Ploaghe                | Piàghe               |
| Porto Torres           | Portu Turre          |
| Pozzomaggiore          | Puthumajore          |
| Putifigari             | Putifigari           |
| Romana (Sardenya)      | Romana               |
| Santa Maria Coghinas   | Cuzina               |
| Sàsser/Sassari         | Tàtari               |
| Sedini                 | Sèddini              |
| Semestene              | Semestene            |
| Sennori                | Sennaru              |
| Siligo                 | Siligo               |
| Sorso                  | Sòssu                |
| Stintino               | Istintìnu            |
| Tergu                  | Tergu                |
| Thiesi                 | Thiesi               |
| Tissi                  | Tissi                |
| Torralba               | Turàlva              |
| Tula                   | Tula                 |
| Uri                    | Uri                  |
| Usini                  | Usini                |
| Valledoria             | Codaruìna            |
| Viddalba               | Viddalba/Viddaeejcha |
| Villanova Monteleone   | Biddanoa Monteleone  |